# Dekel Keinan
Dekel Keinan (hebreo: דֶקֶל קֵינַן; Rosh HaNikra, Israel; 15 de septiembre de 1984) es un futbolista israelí. Juega de defensa y su equipo actual es el Sacramento Republic FC de la USL Championship.
Keinan está considerado uno de los defensas con más futuro del país, y ha dado buena cuenta de ello con la selección sub-21 que consiguió el pasaporte al Europeo de la categoría.
El Bolton Wanderers mostró interés en ficharlo en el mercado invernal, allá por enero de 2007, pero retiraron su tentativa al descubrir que Keinan no podía obtener el permiso de trabajo para jugar en la FA Premier League.
Debutó con la Selección de fútbol de Israel el 2 de junio de 2007 en la victoria por 1-2 frente a Macedonia, perteneciente a la fase de clasificación para la Euro 2008.

## Selección nacional
Ha sido internacional con la Selección de fútbol de Israel, ha jugado 27 partidos internacionales.

## Clubes
| Club                | País           | Año           |
| ------------------- | -------------- | ------------- |
| Maccabi Haifa FC    | Israel         | 2002-2004     |
| Bnei Sakhnin FC     | Israel         | 2004-2005     |
| Maccabi Haifa FC    | Israel         | 2005          |
| Maccabi Netanya FC  | Israel         | 2005-2006     |
| Maccabi Haifa FC    | Israel         | 2006-2010     |
| Blackpool FC        | Inglaterra     | 2010-2011     |
| Cardiff City        | Inglaterra     | 2011          |
| Crystal Palace FC   | Inglaterra     | 2011-2012     |
| Cardiff City        | Inglaterra     | 2012          |
| Bristol City        | Inglaterra     | 2012          |
| Maccabi Haifa FC    | Israel         | 2012-2017     |
| FC Cincinnati       | Estados Unidos | 2018          |
| Sacramento Republic | Estados Unidos | 2019-presente |

## Palmarés

### Campeonatos nacionales
| Título                   | Club             | País   | Año  |
| ------------------------ | ---------------- | ------ | ---- |
| Premier League de Israel | Maccabi Haifa FC | Israel | 2004 |
| Copa Toto                | Maccabi Haifa FC | Israel | 2008 |
| Premier League de Israel | Maccabi Haifa FC | Israel | 2009 |